# Necronomicón (película)
Necronomicón (Necronomicon - Geträumte Sünden, Succubus o Les yeux verts du diable en sus versiones internacionales) es una película de terror y erótica dirigida por Jesús Franco estrenada en 1968. Destaca por ser la primera película en la trayectoria del realizador íntegramente producida y rodada fuera de España.

## Trama
Lorna Green es una joven y exuberante mujer que trabaja como bailarina en uno de los clubs nocturnos más de moda en Lisboa: el Nov Club. El rol de Green es participar en un espectáculo de tinte sadomasoquista que culmina con un asesinato simulado. Sus actuaciones tienen un gran éxito entre el público pero, poco a poco, Lorna empieza a dejarse influenciar mentalmente por su personaje y comienza a perder el contacto entre la realidad y la ficción. Su representante, Bill Mulligan, intentará ayudarla sin saber que buscar las causas del comportamiento de Lorna se convertirá en una pesadilla de la que nadie podrá escapar.

## Reparto
- Janine Reynaud - Lorna Green
- Jack Taylor - William Francis Mulligan
- Adrian Hoven - Ralf Drawes
- Howard Vernon - Almirante Kapp
- Nathalie Nort - Bella Olga
- Michel Lemoine - Pierce
- Pier A. Caminnecci - Hermann
- Américo Coimbra - Actor crucificado
- Lina De Wolf
- Eva Brauner
- Jesús Franco - Escritor
- Karl Heinz Mannchen - Invitado a la fiesta
- Daniel White - Pianista

## Producción
Tras el fracaso en taquilla de su anterior película, Lucky el Intrépido, Jesús Franco conoce al productor vienés Adrian Hoven. Inmediatamente comienzan una colaboración que, junto al apoyo de Karl Hein Mannchen, cristaliza en este primer proyecto. Con un presupuesto muy escaso Franco, Hoven y Mannchen lograron el apoyo financiero de Pier A. Caminnecci para finalizar el rodaje. Caminnecci, empresario desvinculado de la actividad cinematográfica, obtuvo por su aportación los derechos internacionales de la película. No obstante la película recibió una amplia acogida en los mercados internacionales estrenándose, además de en Alemania, en Estados Unidos, Italia, Dinamarca o la Unión Soviética.
El rodaje se llevó a cabo con un reducido equipo artístico. Filmado a caballo entre Berlín y Lisboa, dos de las localizaciones habituales desde entonces en la filmografía del realizador, Necronomicón no contó con un guion al uso ya que sólo Jesús Franco conocía el desarrollo de la trama. Sin embargo, por la temática mostrada y la puesta en escena, la película no tiene ninguna vinculación con la novela ficticia homónima ideada por el escritor H. P. Lovecraft.

## Recepción
Necronomicón obtiene, en general, valoraciones medias en los portales de información cinematográfica y las webs especializadas. Los usuarios de IMDb le otorgan una puntuación de 5,6 sobre 10 con 803 votos.

"Delirante, casi sin trama, y como si fuera un viaje con LSD inspirado por el Demonio. Después de una sorprendente apertura de carácter sadomasoquista, que no es lo que parece, nos movemos hacia un enfoque suave y soñamos o imaginamos o recordamos. Abundan las referencias literarias y cinematográficas y, de hecho, esta es la película de Franco que el propio Fritz Lang elogió. Hermosa y fascinante la película se desarrolla a un ritmo pausado pero tiene una riqueza dentro de cada pliegue. Una película rara para dejarse llevar."
Crítica de Christopher Underwood en IMDB 

En FilmAffinity España obtiene una puntuación de 4,4 sobre 10 con 218 votos.

"Necronomicon pasa por ser su perfectamente legítimo film de culto, una de las más turbadoras y fascinantes películas de su autor y un señero título del cine erótico/bizarro de la Historia. Estamos ante un cocktail viscoso de sexo, violencia, fetichismo y sensualidad, presidido por una imponente, maravillosa y bellísima Janine Reynaud, bajo una atmósfera preñada de insinuación, irrealidad, imaginación y pegajosidad sucia, surrealista y original. Sin argumento prácticamente, propiamente dicho, puede verse como la historia de una mujer vampirizada por su propio personaje (artista de cabaret) y por un misterioso hombre y, por otro lado, la historia de un amor inasible, peligroso, etéreo, entre esta y su manager (Taylor, muy bien también)."
Crítica de Kafka en FilmAffinity 